# Nestroyplatz
Der Nestroyplatz ist ein Platz im 2. Wiener Gemeindebezirk Leopoldstadt. Er wurde 1932 nach dem österreichischen Schriftsteller und Komödianten Johann Nestroy benannt, davor trug das Areal den Namen Czerningasse und Tempelgasse, da die beiden Straßenzüge an dieser Stelle mit der Praterstraße zusammentreffen.

## Geschichte
Auf der Höhe des heutigen Nestroyplatzes befand sich zwischen 1781 und 1847 das Leopoldstädter Theater – eine der wichtigsten Wiener Volksbühnen und Wirkungsstätte des „Wiener Kasperls“. Ferdinand Raimund, Luise Gleich und Therese Krones traten dort auf. Die äußerst populäre Schauspielerin Krones starb, erst neunundzwanzigjährig, nachdem sie beim großen Eisstoß vom 28. Februar 1830 Hilfe geleistet hatte. Der Theaterdirektor Karl von Bernbrunn, mit Künstlernamen Carl Carl, erwarb die bekannte Volksbühne, für die er 1847 von den Opernarchitekten Eduard van der Nüll und August Sicard von Sicardsburg einen Neubau errichten ließ. In der Folge führte er die Bühne als Carl-Theater weiter. 1854 bis 1860 wurde das Theater von Johann Nestroy geleitet. Es wurde 1929 geschlossen und nach seiner Zerstörung im Zweiten Weltkrieg – es wurde im Jahr 1944 von Bomben getroffen – 1951 abgetragen. Das 1929 geschaffene Nestroy-Denkmal, das nach dem Zweiten Weltkrieg vom Nestroyplatz in das Reinhardt-Seminar in Penzing übersiedelt wurde, kehrte 1983 wieder in die Leopoldstadt zurück und steht nun vor dem Haus Praterstraße 17.

## Verkehr

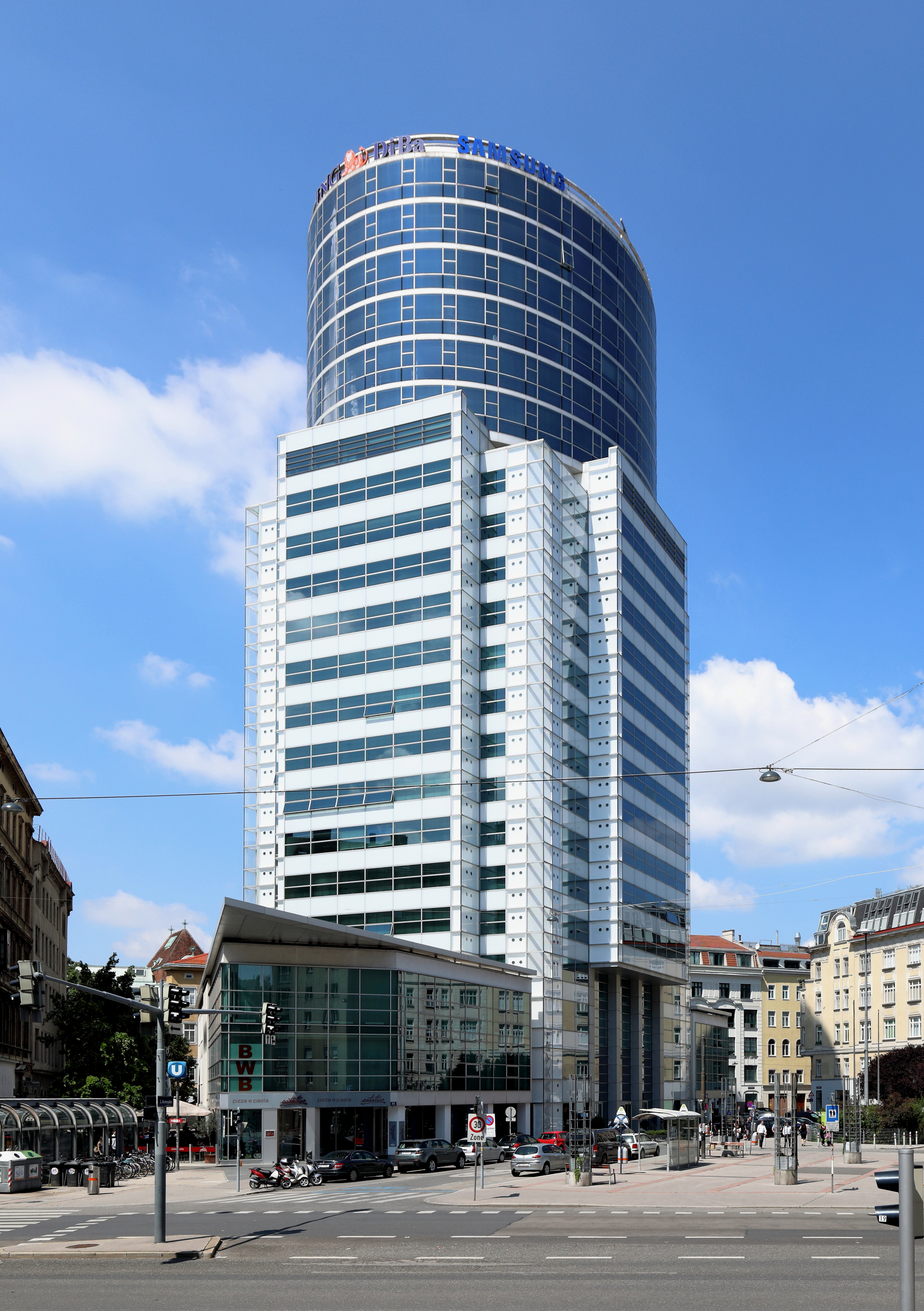
Nestroyplatz: Galaxy 21 Bürohochhaus, Juli 2018

Die U-Bahn-Station Nestroyplatz wurde am 24. November 1979 eröffnet. Durch diese direkte U-Bahn-Verbindung in den Norden und Süden Wiens bei gleichzeitiger Nähe zum Stadtzentrum und den weitläufigen Grünflächen des Wiener Prater liegt der Nestroyplatz außerordentlich verkehrsgünstig. Außerdem verbindet der Autobus 5A sowie der Wiener Nachtautobus den Nestroyplatz mit den umgebenden Außenbezirken.

## Umgebung
Der Nestroyplatz liegt direkt an der Praterstraße. Die heutige Praterstraße entstand um 1560, als Kaiser Maximilian II., ein begeisterter Waidmann, den Prater zum kaiserlichen Forst und Jagdrevier erklärte. Die Baugründe zwischen Schwedenbrücke und Prater stellte er seinen Jagd- und Forstgehilfen zur Verfügung und ließ entlang einer geraden Zeile Häuser für sie errichten. Dadurch erhielt die Straße ihren ersten Namen: Jägerzeile. Während der Zeit des Biedermeier und anlässlich der Weltausstellung 1873 wurde die Jägerzeile – mit Unterstützung des wohlhabenden jüdischen Bürgertums – zu einer mondän-eleganten Prachtstraße ausgebaut und galt als einer der schönsten Wiener Boulevards. Die Noblen und Reichen, aber auch Schauspieler, Künstler, Schriftsteller und Intellektuelle ließen sich gerne in den hier ansässigen Kaffeehäusern und Etablissements blicken.
Fast 100 Jahre nach der Öffnung des Praters für die Allgemeinheit bekam sie 1862 ihren heutigen Namen: Praterstraße. Ein prominenter Bewohner der Praterstraße war Johann Strauss (Sohn). Auch Dr. Karl Renner, zweimaliger Republikbegründer, Bundespräsident und Staatskanzler, war bis 1934 Bewohner der Praterstraße. Die Wiener Theaterszene residierte fast geschlossen hier, angefangen vom Schauspieler und Dramatiker Ferdinand Raimund über Johann Nestroy, Theaterdichter, Jurist, Sänger und Schauspieler bis hin zur wohl berühmtesten Volksschauspielerin ihrer Zeit, Josefine Gallmeyer.

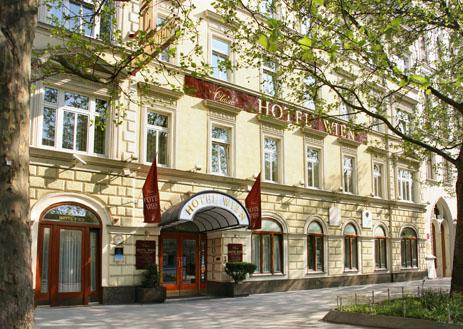
Max Steiners Geburtshaus: Das Hotel Nordbahn (seit 2008 Hotel Wien), Praterstraße 72

Über die Jahre lebten in der Praterstraße auch viele andere Wissenschaftler, Künstler und Ärzte. Der Pionier der Filmmusik, Max Steiner, zum Beispiel wurde auf Nummer 72 im Hotel Nordbahn (heute Austria Classic Hotel Wien) geboren und arbeitete im Volksprater, bevor er an den Broadway und nach Hollywood ging. Er schrieb Musik für über 300 Filme, darunter „Casablanca“, „Vom Winde verweht“, „King Kong“ und „Der Schatz der Sierra Madre“.
Gleich im nächsten Häuserblock, auf Nummer 70 liegt der Dogenhof im venezianischen Stil, der den Ca’ d’Oro am Canal Grande in Venedig imitiert; damals plante man, ein italienisches Viertel in Wien zu errichten.
Auf Nummer 44 befand sich die Ordination von Alfred Adler, dem Begründer der Individualpsychologie, auf Nummer 31 das ehemalige Carltheater, wo Johann Nestroy Direktor war und viele seiner Stücke aufgeführt wurden (eine Statue steht vor dem Haus Nummer 19). Auf Nummer 22 schließlich findet sich der schlichte Raum, in dem Elias Canetti, Literaturnobelpreisträger von 1981, während seiner Schulzeit lebte. Auf Nummer 16 wurde der Dramatiker und Romancier Arthur Schnitzler geboren, dessen „Traumnovelle“, die im Wien um 1900 spielt, als Vorlage für den letzten Film Stanley Kubricks, „Eyes Wide Shut“ mit Tom Cruise und Nicole Kidman, diente.

## Sehenswürdigkeiten

Viktor Frankl: Geburtshaus und Wohnung

In der Czerningasse 6 befindet sich der Geburtsort und das (von 1905 bis 1942) Wohnhaus von Viktor Frankl, was durch eine Erinnerungsplakette am Haus dokumentiert wird.
In der Praterstraße 54 befindet sich die Johann-Strauß-Gedenkstätte im Donauwalzerhaus. Hier schrieb Johann Strauss (Sohn) 1867 den Donauwalzer, seinen wohl berühmtesten Walzer, der als die inoffizielle österreichische Hymne gilt. Er bewohnte die Räumlichkeiten mit seiner ersten Frau Jetty in den Jahren 1863 bis 1870. Nebst Originalmöbeln und Originalinstrumenten sind auch Gebrauchsgegenstände aus dem Besitz des Komponisten ausgestellt, darüber hinaus Bildnisse, Fotografien und Dokumente zu seinem Leben und Werk.
In der Karmelitergasse 9 kann man das Museum für Unterhaltungskunst, welches aus einer Privatsammlung entstand und ursprünglich Österreichisches Circus- und Clownmuseum hieß, besuchen. Es wurde 1968 in den Verband der Wiener Bezirks- und Sondermuseen eingegliedert und gehört heute zu den Museen der Stadt Wien. Im MUK wird die Geschichte der Unterhaltungskünste mit vielen interessanten, skurrilen und außergewöhnlichen Exponaten nicht nur wissenschaftlich, sondern auch unterhaltsam aufbereitet. Es gibt fallweise Sonderausstellungen über den Circus, Clowns, Artisten, Wiener Unterhaltungsstätten oder die Zauberkunst – diese sind fast immer als interaktive Erlebnis-Ausstellungen gestaltet.
Der Nestroyhof von Oskar Marmorek am Nestroyplatz ist ein Jugendstil-Bau, der 1898 vollendet und als Zentrum für jüdische Kultur im Einsatz stand. Heute ist die künftige Verwendung des Gebäudes ungewiss, es finden aber fallweise verschiedene kleinere Ausstellungen, Theaterstücke und Lesungen im Nestroyhof statt.